# ETIAS
欧州渡航情報認証制度（おうしゅうとこうじょうほうにんしょうせいど、英語: European Travel Information and Authorisation System、略称：ETIAS〈エティアス〉）は、シェンゲン圏およびその他の欧州連合（EU）加盟国で導入が予定されている、査証免除渡航者向けの電子渡航認証システムである。2026年第4四半期からヨーロッパの渡航に必要になる予定。

## 概要
ビザ免除渡航での迅速な入国審査を目的とし、導入後は渡航前の認証取得が義務とされる。主な利用対象者は短期滞在でビザが免除される第三国60カ国以上の国民であり、およそ14億人が対象となる。申請の受理はインターネット経由でおこなわれ、ほとんどの場合は数分、遅くとも96時間以内に自動認証されるように設計されている。追加の情報提出などの手続きがある場合は、認証に最大30日を要する場合もある。申請費用は20ユーロに設定されているが、18歳未満または70歳以上の人は申請費用が免除される。認証は取得後3年間有効となる。
情報システムとしてのETIASは、EUの1機関であるeu-LISA（欧州自由、安全及び正義の分野における大規模ITシステム運用管理庁）で開発・管理される。審査の進行は、情報システム照会による自動的な判断と、人による審査の2段階による。ETIASが受理した申請はまずシェンゲン情報システムやビザ情報システム、出入域システムといった欧州連合内の情報システムに照会され、懸念がない場合は自動的に認証される。何らかの懸念が検出された場合は、欧州国境沿岸警備機関に設置されるETIAS中央ユニットおよび各国に設置されるETIAS国内ユニットで人に審査される。ETIAS中央ユニットはリスク判断基準の策定も担う。
ETIAS創設規則案は2016年11月16日に欧州委員会により提出され、2018年9月5日に欧州理事会で採択された。運用開始時期は当初2021年を予定していたが、延期を重ね、2026年の開始予定となっている。

## 非公式サイトの氾濫
EUロゴを不正に使うなどして、公式情報や公式申請窓口を装った非公式サイトが多数存在しており、こうしたサイトへの懸念が指摘されている。
2024年7月時点では、公式サイトはEU公式サイトであるEuropa（europa.eu）内の1つだけであり、日本語の公式サイトは存在しない。
2023年4月の報道によれば、欧州国境沿岸警備機関は50以上の疑わしい非公式サイトが存在することを確認している。EUはこうしたサイトについて、誤情報の発信や、また個人情報の盗難や過剰な費用の請求といった詐欺の懸念を表明し、公式サイトの利用が最善との立場を示している。制度上、第三者による申請の仲介は許容されているものの、仲介業者の許認可制はない。こうした仲介業者を許容する制度については、詐欺を防ぐために改めるべきとの批判もある。

## 導入国
ETIASは以下の30カ国で導入される予定である。
1. オーストリア
2. ベルギー
3. ブルガリア
4. クロアチア
5. キプロス [注 1]
6. チェコ
7. デンマーク
8. エストニア
9. フィンランド
10. フランス
11. ドイツ
12. ギリシャ
13. ハンガリー
14. アイスランド
15. イタリア
16. ラトビア
17. リヒテンシュタイン
18. リトアニア
19. ルクセンブルク
20. マルタ
21. オランダ
22. ノルウェー
23. ポーランド
24. ポルトガル
25. ルーマニア
26. スロバキア
27. スロベニア
28. スペイン
29. スウェーデン
30. スイス